# پاچیستاچیس
 پاچیستاچیس(نام علمی: Pachystachys lutea) نام یک گونه از تیره پاخرسیان است.

## نگارخانه

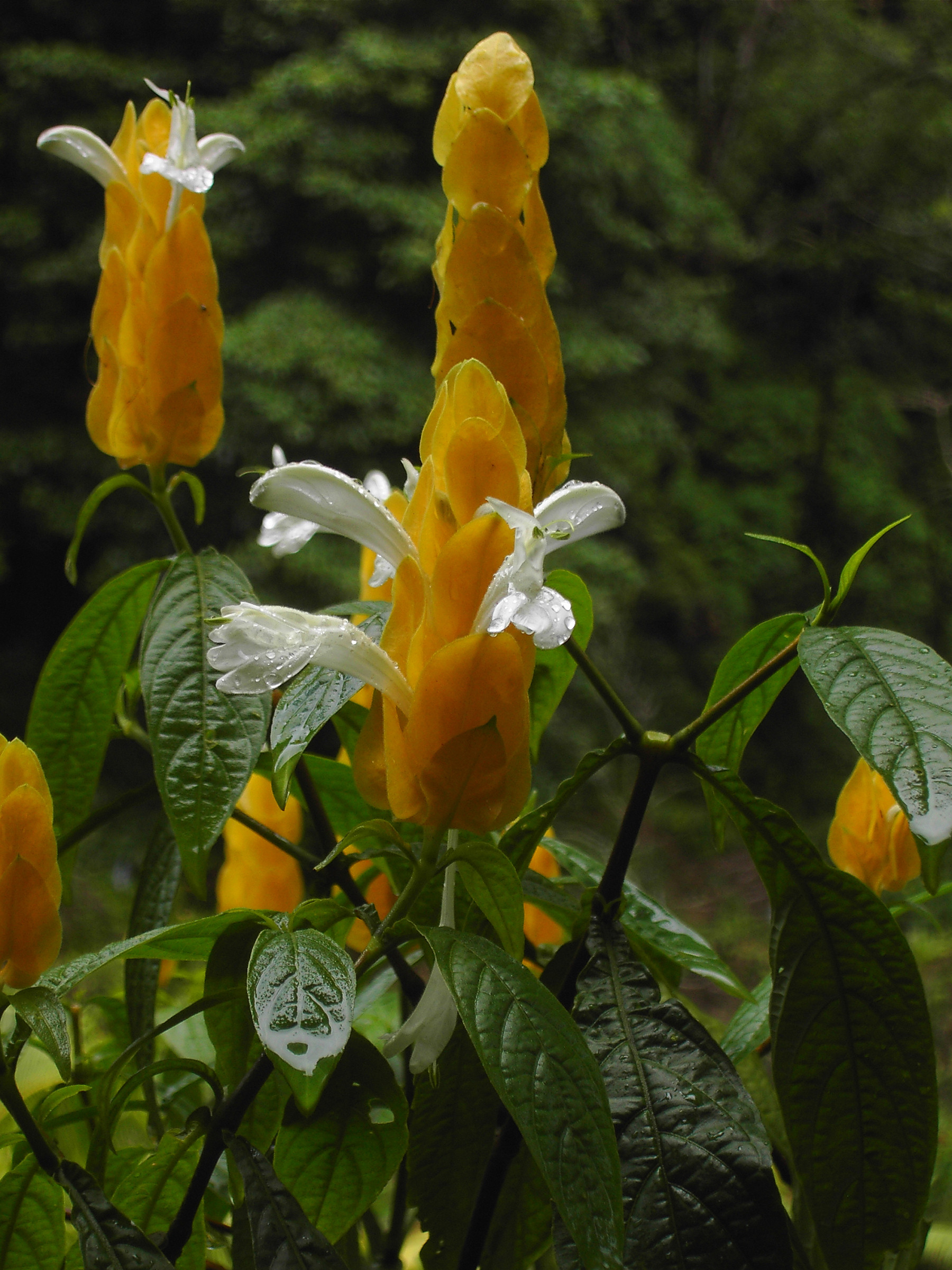